# Gyong La
Der Gyong La, auf Deutsch Gyong-Pass, ist ein 5686 Meter hoher Hochgebirgspass in den Saltoro-Bergen im Südwesten des Siachen-Gletschers, 20 Kilometer vom Punkt NJ 980420 entfernt, einem Punkt auf der Grenze zwischen Indien und Pakistan. Der Pass befindet sich im östlichen Karakorum.

## Bedeutung des Passes
Der Gyong La liegt unweit der Pässe Sia La und Bilafond La. Diese drei Pässe wurden während der Operation Meghdoot der indischen Armee im Siachen-Konflikt am 13. April 1984 besetzt. Diese kämpferische Auseinandersetzung ist Teil des seit 1947 schwelenden Kaschmir-Konflikts zwischen Indien und Pakistan.
Der Pass, wie auch die anderen zwei, werden von indischen Streitkräften kontrolliert.